# Gietrzwałd

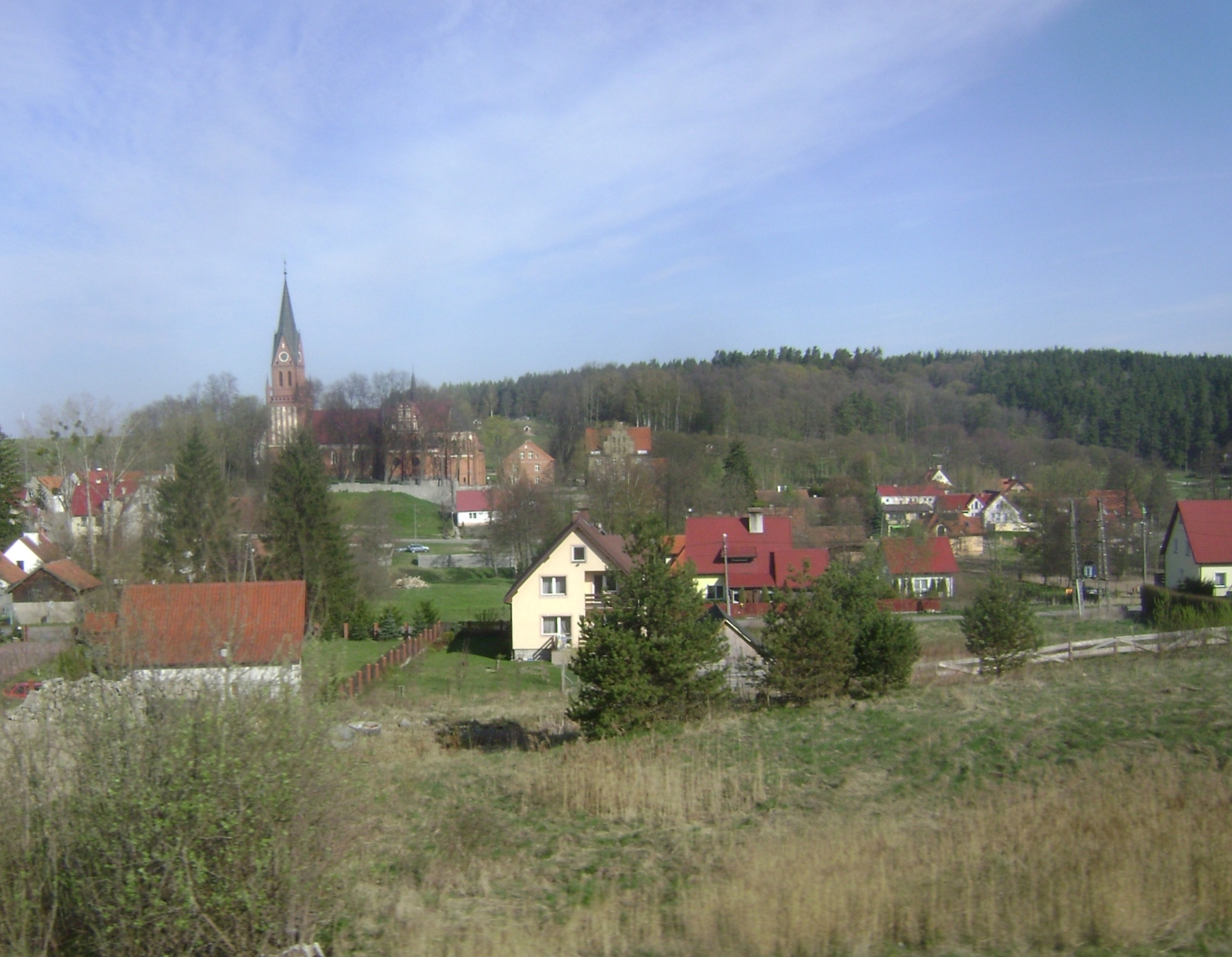
Dorfpanorama

Gietrzwałd ([ˈɟɛtːʃvaʊ̯t], deutsch Dietrichswalde, früher Dittrichswalde oder Getrzwald) ist ein Dorf in der polnischen Woiwodschaft Ermland-Masuren. Es ist der Amtssitz und damit namensgebend für die Landgemeinde Gmina Gietrzwałd im Powiat Olsztyński (Kreis Allenstein).

## Geographische Lage
Das Dorf liegt im Ermland im historischen Ostpreußen, etwa 18 Kilometer westsüdwestlich von Allenstein (Olsztyn).
Der Ort ist umgeben von Nadel- und Mischwäldern und zahlreichen Seen.

## Geschichte
Das Dorf wurde am 19. Mai 1352 vom ermländischen Domkapitel im Herrschaftsbereich des Deutschen Ordens gegründet. Der Gründer hieß Dietrich; daher stammt der Name Dietrichswalde. Im 15. Jahrhundert wurde Dietrichswalde während des Dreizehnjährigen Städtekriegs stark in Mitleidenschaft gezogen und im Jahr 1455 von Ordensrittern unter Führung von Georg von Schlieben geplündert.
Nach dem Zweiten Frieden von Thorn im Jahr 1466 kam das Ermland bei der Zweiteilung des Deutschordensstaats Preußen als Fürstbistum Ermland zum autonomen Preußen Königlichen Anteils, das sich freiwillig der Oberhoheit der Krone Polens unterstellt hatte.
In der Mitte des 16. Jahrhunderts war die Siedlung nicht bewirtschaftet, obwohl es eine Schule und einen Dorfkrug gab, der 1645 in den Besitz des Allensteiner Ratsherrn Georg Kunigk gelangte. Im Zuge der ersten polnischen Teilung kam Dietrichswalde 1772 zu Preußen. Im Jahr 1783 zählte Dietrichswalde 57 Bauernhöfe. Eine große Verwüstung erlebte das Dorf 1807 durch die französischen Truppen im Vierten Koalitionskrieg.
Dietrichswalde gehörte von 1818 bis 1945 zum Landkreis Allenstein im Regierungsbezirk Königsberg der Provinz Ostpreußen. Am 7. Mai 1874 wurde es Amtsdorf und damit namensgebend für einen Amtsbezirk im Regierungsbezirk Königsberg (1905 bis 1945 Regierungsbezirk Allenstein) in der preußischen Provinz Ostpreußen.
Aufgrund der Bestimmungen des Versailler Vertrags stimmte die Bevölkerung im Abstimmungsgebiet Allenstein, zu dem Dietrichswalde gehörte, am 11. Juli 1920 über die weitere staatliche Zugehörigkeit zu Ostpreußen (und damit zu Deutschland) oder den Anschluss an Polen ab. In Dietrichswalde stimmten 420 Einwohner für den Verbleib bei Ostpreußen, auf Polen entfielen 180 Stimmen.
Im letzten Jahr des Zweiten Weltkriegs eroberte die Rote Armee im Januar 1945 Dietrichswalde und unterstellte es im März 1945 der Verwaltung der neu gegründeten Volksrepublik Polen. Sie führte für Dietrichswalde die Ortsbezeichnung Gietrzwałd ein und unterzog die Einwohner einer Verifizierung. In deren Folge besiedelte die Militärverwaltung den Ort anstelle der zumeist vertriebenen Einwohner mit Polen.

## Demographie

### Dorfbevölkerung 1800 bis 1945
| Jahr | Einwohner | Anmerkungen                                       |
| ---- | --------- | ------------------------------------------------- |
| 1816 | 353       | [ 3 ]                                             |
| 1858 | 681       | davon 22 Evangelische, 657 Katholiken und 2 Juden |
| 1864 | 794       | am 3. Dezember                                    |
| 1871 | 800       | [ 8 ]                                             |
| 1905 | 938       | [ 9 ]                                             |
| 1933 | 922       | [ 10 ]                                            |
| 1939 | 943       | [ 10 ]                                            |

### Amtsbezirk Dietrichswalde 1874 bis 1945

Dietrichswalde in Ostpreußen, westsüdwestlich von Allenstein und südöstlich von Elbing, auf einer Landkarte von 1908

Bei der Errichtung des Amtsbezirks Dietrichswalde wurden acht Kommunen eingegliedert. Am Ende waren es auf Grund struktureller Veränderungen noch sechs:
| Deutscher Name           | Polnischer Name | Anmerkungen                                            |
| ------------------------ | --------------- | ------------------------------------------------------ |
| Dietrichswalde           | Gietrzwałd      |                                                        |
| Hermsdorf                | Cegłowo         | 1928 nach Leyßen eingemeindet und in Leissen umbenannt |
| Leyßen 1928–1945 Leissen | Łajsy           |                                                        |
| Nagladden                | Naglady         |                                                        |
| Penglitten               | Pęglity         |                                                        |
| Rentienen                | Rentyny         |                                                        |
| Rentiener See            |                 | 1928 nach Rentienen eingemeindeter Gutsbezirk          |
| Woritten                 | Woryty          |                                                        |

Am 1. Januar 1945 bildeten Dietrichswalde, Leissen, Nagladden, Penglitten, Rentienen und Woritten den Amtsbezirk Dietrichswalde.

## Religion

### Römisch-katholische Kirche

#### Kirchengeschichte

##### Kirche
Bald nach der Gründung der Siedlung Dietrichswalde im Jahre 1352 wurde auf einem Hügel am Flussufer eine hölzerne Kapelle gebaut. Wohl zur gleichen Zeit wurde ein Pfarrei errichtet. Erster bekannter Pfarrer war von 1405 bis 1409 Jan Sternchen. Während des Krieges 1410 bis 1414 wurde das Dorf mitsamt der Kapelle zerstört. Es wurde dann eine gotische Kirche errichtet, die am 31. März 1500 die Weihe erhielt und der „Mariä Geburt“ gewidmet wurde. Die Kirche erhielt mannigfache Umbauten.
Erst nach den Marienerscheinungen erhielt die Kirche die heutige Form.

##### Pfarrei
Die Pfarrei Dietrichswalde gehörte bis 1945 zum Dekanat Allenstein im Bistum Ermland. Zugeordnet waren die Kirchspielorte: Dietrichswalde, Hermsdorf (polnisch Cegłowo), Leyßen (1928 bis 1945 Leissen, polnisch Łajsy), Nagladden (Naglady), Neumühle (Nowy Młyn), Penglitten (Pęglity), Rentienen (Rentyny) und Woritten (Woryty).
Die Pfarrei Gietrzwałd gehört heute zum Dekanat Olsztyn III-Gutkowo (Allenstein III - Göttkendorf) im Erzbistum Ermland.

#### Entwicklung zum Wallfahrtsort

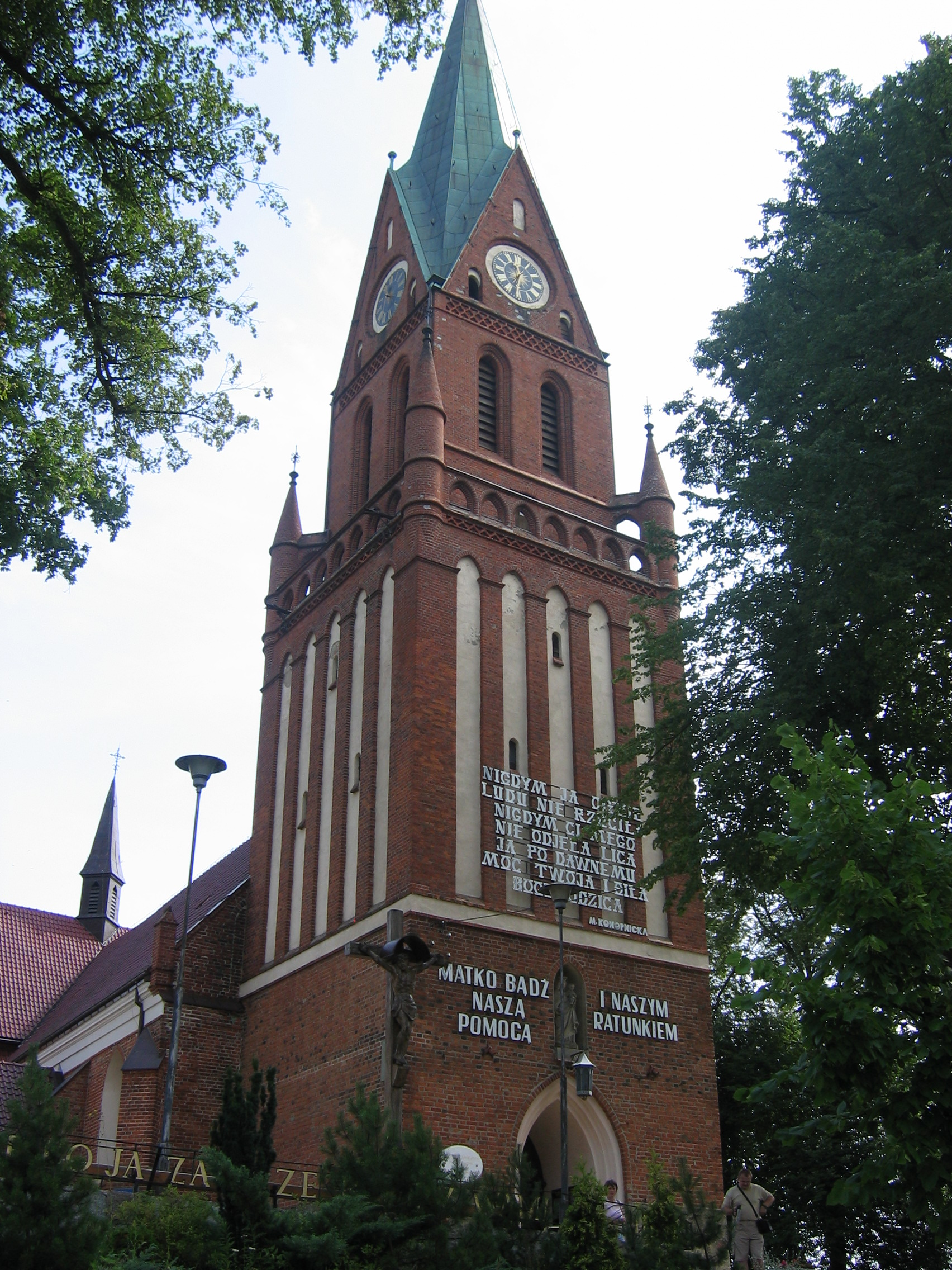
Wallfahrtskirche Sankt Marien

Das größte Ereignis in diesem kleinen ermländischen Dorf waren mehrere Erscheinungen im Jahre 1877 während des Zeitraumes vom 27. Juni bis 16. September. Wie erzählt wird, sei der damals 13-jährigen Justine Schafrinska (poln. Justyne Szafryńska) und der 12-jährigen Barbara Samulowska aus Woritten – beide kamen aus armen polnischsprachigen ermländischen Familien – die Gottesmutter Maria erschienen und habe in polnischer Sprache zu ihnen gesprochen. (In Erzählungen dort vor dem Krieg lebender Menschen hieß es, bei Justine Schafrinska handelte es sich um ein deutsches Mädchen mit Namen Krause aus Neumühle. Allerdings fehlen zu dieser Angabe weitere Belege.)
Seitdem wurde Dietrichswalde ein Wallfahrtsort. Mit dem Namen Kirche der Gottesmutter von Gietrzwałd erinnern polnische Gotteshäuser an das Ereignis.
Bereits in dem im Jahre 1877 auf Deutsch und Polnisch erschienenen Untersuchungsbericht zu den Erscheinungen wird der große Anteil der polnischsprachigen Bevölkerung in diesem Gebiet betont.
Der Priester und Theologieprofessor Franz Hipler, selbst des Polnischen mächtig, schildert darin die ersten Wallfahrten: „Stehend, sitzend und kniend auf dem vom Regen aufgeweichten Lehmboden des Kirchhofes, der groß genug war, die ganze Menschenmenge zu fassen, hatten die Wallfahrer bald je nach Sprache, Stammverwandtschaft und Heimat sich zusammen gefunden; die deutschen und die polnischen Ermländer, die Litauer und die Masuren, die Koschneider und die Kaschuben, die Oberländer und die Niederunger, überaus zahlreich die Polen, nicht nur aus dem preußischen Anteil und aus Galizien, sondern auch aus Russland, trotz der Sperre und der Grenzsoldaten.“
Bischof Maximilian Kaller erkannte Dietrichswalde als diözesanen Wallfahrtsort an. Erst Józef Drzazga, sein Nachfolger als Bischof von Ermland, erkannte die Erscheinung 1977 (zum 100. Jahrestag) offiziell an und genehmigte somit die Verehrungen.

#### Wallfahrtskirche
Der Paderborner Dom- und Diözesanbaumeister Arnold Güldenpfennig vergrößerte die Mariä-Geburt-Kirche in den Jahren 1878–1884 und ließ sie zur Wallfahrtskirche ausbauen. Papst Paul VI. erhob sie 1970 zur Basilica minor.

### Evangelische Kirche
Dietrichswalde war bis 1945 in die evangelische Kirche Allenstein in der Kirchenprovinz Ostpreußen der Kirche der Altpreußischen Union eingepfarrt. Heute gehört Gietrzwałd zur evangelischen Kirche Łęguty (Langgut), einer Filialkirche von Ostróda (Osterode in Ostpreußen) in der Diözese Masuren der Evangelisch-Augsburgischen Kirche in Polen.

## Verkehr
Der Ort ist über die Landesstraße 16 zu erreichen, die die Woiwodschaften Kujawien-Pommern, Ermland-Masuren und Podlachien verbindet und bis an die Grenze nach Litauen führt. Mit der Woiwodschaftsstraße 531 verbindet eine Nebenstraße den Ort, der außerdem über eine von Tomaszkowo (Thomsdorf) herkommende Kreisstraße DP 1370N  Anschluss an die Schnellstraße 51 hat. Ein eigener Eisenbahnanschluss besteht nicht. Die nächste Bahnstation ist Biesal und liegt an der Bahnstrecke Toruń–Tschernjachowsk.

## Partnergemeinden
Menslage in Niedersachsen ist Partnergemeinde von Gietrzwałd.

## Persönlichkeiten
- Johannes Schwalke (1923–2007), katholischer Geistlicher, Apostolischer Protonotar und Visitator